# Wiedemannstraße 42–48 (Mönchengladbach)

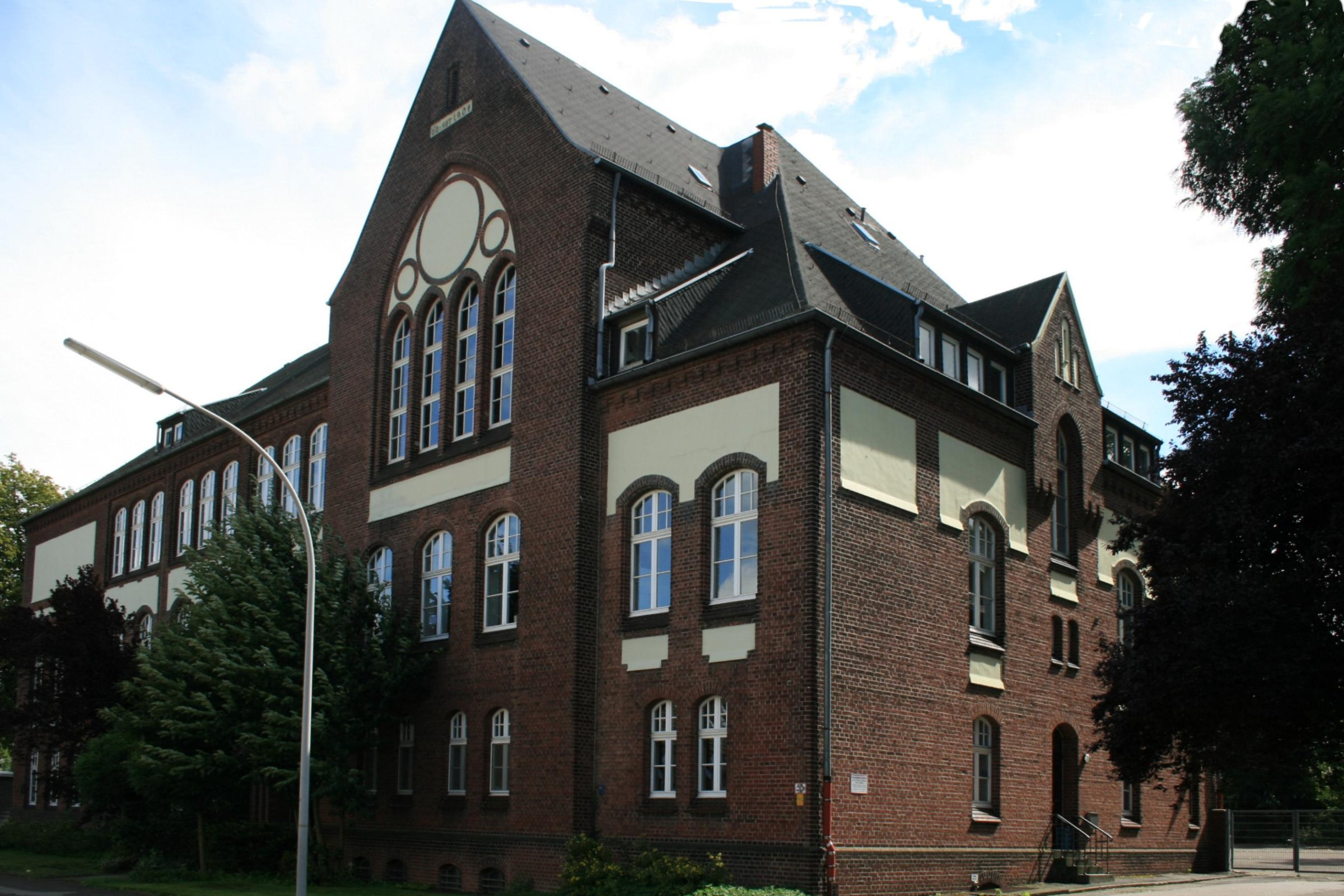
Schule mit Wohnhaus (2010)

Die Schule Wiedemannstraße 42–48 mit Wohnhaus steht im Stadtteil Odenkirchen in Mönchengladbach (Nordrhein-Westfalen).
Das Gebäude wurde 1906 erbaut. Es ist unter Nr. W 033 am 3. Juni 1993 in die Denkmalliste der Stadt Mönchengladbach eingetragen worden.

## Lage
Das 1906 erbaute Objekt liegt an der nach Güdderath führenden Wiedemannstraße.

## Architektur

### Schule
Bei der Schule handelt es sich um ein traufständiges, dreigeschossiges, differenziert vielachsiges Backsteingebäude mit gegliederten Putzflächen unter einem Walmdach und einem seitlich verschobenem, dreiachsigem Risalit unter einem Dreiecksgiebel.

### Ehemaliges Lehrerwohnhaus
Bei dem ehemaligen Lehrerwohnhaus handelt es sich um ein in zwei Bauteilen mit zwei bzw. drei Geschossen getrenntes differenziert vielachsiges, traufständiges Backsteingebäude mit Putzgliederungen unter einseitigem Walm- bzw. Satteldach.
Die Objekte sind aus städtebaulichen, architektonischen und sozial-/ortsgeschichtlichen Gründen als Baudenkmale schützenswert.